# Saint-Jean-d’Aulps
Saint-Jean-d’Aulps, bis 1961 offiziell Saint-Jean-d’Aulph genannt (früher italienisch San Giovanni di Aulps), ist eine französische Gemeinde im Département Haute-Savoie in der Region Auvergne-Rhône-Alpes.

## Geographie
Saint-Jean-d’Aulps liegt auf 815 m, 20 Kilometer südöstlich der Stadt Thonon-les-Bains (Luftlinie). Das Dorf erstreckt sich im zentralen Chablais, in einer Talweitung des Vallée d’Aulps beiderseits der Dranse de Morzine, am Westfuss des Roc de Tavaneuse in den nördlichen Savoyer Alpen.
Die Fläche des 40,19 km² großen Gemeindegebiets umfasst einen Abschnitt des Vallée d’Aulps. Die Dranse de Morzine, die hier von Südsüdosten nach Nordnordwesten verläuft, bildet eine Talweitung, in die von beiden Seiten kurze Bergbäche einmünden. Im Norden liegt die Grenze im Bereich der Engstelle des Défilé des Tines. Nach Osten erstreckt sich der Gemeindeboden auf die Höhen von Pointe de Cercle (1808 m), Pic de la Corne (2084 m), Roc de Tavaneuse (2156 m) und bis zur Pointe d’Entre deux Pertuis, (2180 m). Im Südwesten umfasst das Gemeindeareal das Einzugsgebiet des Ruisseau du Jourdil und reicht bis auf den Roc d’Enfer, auf dem mit 2244 m der höchste Punkt von Saint-Jean-d’Aulps erreicht wird. Oberhalb der dicht bewaldeten Hänge befinden sich größere Alpweiden.

### Gemeindegliederung
Zu Saint-Jean-d’Aulps gehören neben dem eigentlichen Dorfzentrum verschiedene Weilersiedlungen, nämlich:
- Bas Thex (802 m) nahe dem Défilé des Tines
- L’Abbaye (810 m) im Talgrund rechts der Dranse de Morzine
- Mont d’Évian (1000 m) am östlichen Talhang oberhalb des Dorfes
- Essert la Pierre (940 m) am östlichen Talhang der Dranse de Morzine
- Les Champs (930 m) am östlichen Talhang der Dranse de Morzine
- Le Jourdil (840 m) am Eingang ins Tal des Ruisseau du Jourdil
- La Moussière (943 m), Sportstation im Tal des Ruisseau du Jourdil
- Graydon (1350 m), eine Alpsiedlung in einer Mulde nordöstlich des Roc d’Enfer

Nachbargemeinden von Saint-Jean-d’Aulps sind Le Biot im Norden, Abondance im Osten, Montriond, Essert-Romand und La Côte-d’Arbroz im Süden sowie Bellevaux und Seytroux im Westen.

## Geschichte
Die Ortschaft, deren lateinischer Name Sanctus Johannis Alpibus lautete, entstand um die 1095 gegründete Benediktiner- und spätere Zisterzienserabtei Notre-Dame-d’Aulps. Im 12. Jahrhundert wurde die Abtei zu einem wichtigen Pilgerziel und gelangte durch zahlreiche Schenkungen zu einem großen Landbesitz im Haut-Chablais. Gegen Ende des 15. Jahrhunderts begann der allmähliche Niedergang, und 1793 verließen die letzten Mönche die Abtei. Als die Kirche von Moussière 1823 einem Brand zum Opfer fiel, wurde für den Wiederaufbau Gesteinsmaterial von der Abteikirche verwendet, die in der Folge immer mehr zur Ruine zerfiel.
Bis 1961 hieß die Gemeinde Saint-Jean-d’Aulph, seither ist der heutige Name offiziell.

## Sehenswürdigkeiten
Die heutige Dorfkirche wurde in der ersten Hälfte des 19. Jahrhunderts im neugotischen Stil erbaut. Von der ehemaligen Abteikirche und dem Kreuzgang, die aus dem 12. und 13. Jahrhundert stammen, sind Ruinen erhalten. Die Überreste des 1902 als Monument Historique klassifizierten Gebäudes wurden restauriert. Ebenfalls sehenswerte Kapellen befinden sich in Bas Thex, auf der Alp bei Graydon (Chapelle de l’Immaculée-Conception, 1859 errichtet) und in Essert la Pierre (Notre Dame de Compassion, 1534 gegründet und 1832 wiederaufgebaut). Im Ortskern sind alte charakteristische Häuser erhalten. Auch der Weiler Essert la Pierre weist ein typisches Ortsbild mit traditionellen Häusern auf.

## Bevölkerung
| Jahr                       | 1962 | 1968 | 1975 | 1982 | 1990 | 1999 |
| Einwohner                  | 959  | 889  | 818  | 877  | 914  | 1022 |
| Quellen: Cassini und INSEE |      |      |      |      |      |      |

Mit 1543 Einwohnern (Stand 1. Januar 2022) gehört Saint-Jean-d’Aulps zu den kleineren Gemeinden des Département Haute-Savoie. Nachdem die Einwohnerzahl im Verlauf des 20. Jahrhunderts markant abgenommen hatte (1921 zählte Saint-Jean-d’Aulps noch 1999 Einwohner), wurde seit der Mitte der 1970er Jahre wieder eine Bevölkerungszunahme verzeichnet. Außerhalb des alten Ortskerns entstanden zahlreiche Einfamilienhäuser.

## Wirtschaft und Infrastruktur
Saint-Jean-d’Aulps war bis weit ins 20. Jahrhundert hinein ein vorwiegend durch die Landwirtschaft geprägtes Dorf. Mittlerweile hat sich das Dorf zu einer Sommer- und Wintersportstation mit zahlreichen touristischen Einrichtungen entwickelt. Die Hänge oberhalb von La Moussière und im Bereich der Alpsiedlung Graydon sind durch Bergbahnen und Skiliftanlagen erschlossen.
Die Ortschaft liegt an der Hauptstraße, die von Thonon-les-Bains durch das Vallée d’Aulps nach Morzine führt.